# Crellastrina alecto
Crellastrina alecto är en svampdjursart som först beskrevs av Topsent 1898.  Crellastrina alecto ingår i släktet Crellastrina och familjen Crellidae. Inga underarter finns listade i Catalogue of Life.